# Češki nogometni kup za žene
Češki nogometni kup za žene (češ.: Pohár Komise fotbalu žen ili Pohár KFŽ) je nacionalno žensko nogometno kup natjecanje u Češkoj. Osnovan je 2007. godine. Prvo finale je održano 21. lipnja 2008. godine u Humpolecu.

## Popis finala
| Godina      | Prvaci       | Rezultat      | Doprvaci         | Mjesto održavanja |
| ----------- | ------------ | ------------- | ---------------- | ----------------- |
| 2007. – 08. | Sparta Praha | 5–1           | Slavia Praha     | Humpolec          |
| 2008. – 09. | Sparta Praha | 7–0           | 1.FC Slovácko    | Slaný             |
| 2009. – 10. | Sparta Praha | 8–0           | Sokol Stará Lysá | Humpolec          |
| 2010. – 11. | Sparta Praha | 0–0 (5–4 pen) | Slavia Praha     | Čelákovice        |
| 2011. – 12. | Sparta Praha | 8–0           | Pardubice        | Plzeň             |
| 2012. – 13. | Sparta Praha | 2–2 (5–4 pen) | Slavia Praha     | Chomutov          |
| 2013. – 14. | Slavia Praha | 1–0           | Sparta Praha     | SK Prosek         |
| 2014. – 15. | Sparta Praha | 0–0 (5–4 pen) | Slavia Praha     | SK Prosek         |

## Vanjske poveznice
- fotbal.cz  Arhivirana inačica izvorne stranice od 4. ožujka 2016. (Wayback Machine) (češ.)
- Kup na str. women.soccerway.com  Arhivirana inačica izvorne stranice od 13. svibnja 2009. (Wayback Machine) (češ.)